# Австрийци
Австрийците (на немски: Österreicher) са германски народ, традиционно населяващ Австрия и Южен Тирол. Първоначално така се наричат гражданите на Хабсбургската монархия, през 19 век терминът обозначава жителите на Австрийската империя, а от 1867 до 1918 г. – жителите на Цислейтания.
В исторически план, австрийците често се разглеждат като етнически германци и гледат на себе си като такива. Австрия е чест от Свещената римска империя и Германската конфедерация до Австро-пруската война през 1866 г., след която Австрия е отлъчена от конфедерацията. Така, когато Германската империя е основана през 1871 г., Австрия не е част от нея и вместо това образува Австро-Унгария. След края на Първата световна война Австрия става република, но малко преди началото на Втората световна война е анексирана в хода на Аншлуса на Нацистка Германия през 1938 г. След падането на нацисткия режим през 1945 г. политическата идеология на пангерманизма и обединението с Германия се дискредитира, поради свързването ѝ с нацизма. Така австрийците започват да развиват своя собствена и отделна национална идентичност. В днешно време повечето австрийците не считат себе си за германци.

## Етногенезис
Първите исторически народи на територията на днешна Австрия са келтите и ретите. На мястото на днешна Виена в античността се е намирало келтското селище Виндобона. След това територията на Австрия влиза в състава на Римската империя (провинции Норик и Реция). За пръв път думата Австрия (Ostarrîchi – Остаричи) се появява в текст от 996 г. С нея вероятно се назовава източната граница на Свещената римска империя. По време на Великото преселение на народите, на територията на Австрия се заселват хорутани. Със славянска етимология е австрийският град Грац (от „градец“). Впоследствие, славяните попадат под властта на Германия и са асимилирани от южните немци. До средата на 20 век австрийците не се определят като различни от немците. След разпадането на Австро-Унгария е забранено на Австрия да се обединява с Германия, за да се избегне създаването на мощна германска държава в Европа. През 1938 г. Германия анексира Австрия. До края на Втората световна война Австрия не съществува като независима държава. След войната е взето решение да се потискат всякакви опити за създаването на единна немско-австрийска държава, поради опасения за пораждане на пангермански и крайни националистически настроения в страната. Във връзка с това, след обявяването на неутралитета на Австрия през 1955 г., в конституцията на двете страни е добавена поправка относно забраната за обединяването им. В днешно време повечето австрийци не се считат за немци, но са членове на голямото немскоезично общество, което сближава двата народа.

## Език
Австрийците говорят на немски език. Единственият официален език на федерално ниво в Австрия е немският, а използваният стандарт се нарича австрийски немски, тъй като немският се счита за плурицентричен език. Всички официални изявления, уебсайтове и повечето медии в Австрия са на австрийски немски. Ще се отнася до местния език, често това е местен диалект от австро-баварското или алеманското семейства. Все пак, повечето австрийци могат да говорят стандартен австрийски немски освен родния си диалект, тъй като той се препродава във всички съвременни училища.

## Култура
Австрийската култура е силно повлияна от съседните държави Швейцария, Германия, Италия, Унгария, Чехия и дори от Балканите

### Музика
Виена, столицата на Австрия, е дългогодишен важен център на музикална иновация. Композитори през 18 и 19 век се привличат в града под патронажа на Хабсбургите и правят Виена европейска столица на класическата музика. С града се свързват най-вече Волфганг Амадеус Моцарт, Франц Шуберт и Йохан Щраус. В периода на барока, славянски и унгарски фолклорни форми повлияват на австрийската музика.

### Кухня
Австрийската кухня, която често се приравнява с виенската кухня, намира корените си в Австро-Унгария. Освен от местните религиозни традиции, тя е почерпила от немската, унгарската, чешката, еврейската, италианската и полската кухни, от които са заети както начини на приготвяне, така и цели ястия. Един такъв пример е гулашът. Извън Австрия австрийската кухня е най-известна със своите сладкиши.

### Религия
Мнозинството от австрийците по традиция са римокатолици. Католическата църква в Австрия е изиграла значителна роля както в културата, така и в политиката на страната. Тя позволява на Хабсбургите да управляват Испания и империята ѝ като католическа монархия след 16 век и определя ролята на Хабсбургска Австрия в Тридесетгодишната война. Музиката във виенския класицизъм в значителна степен е религиозна.
Секуларизмът набира популярност след 1980-те години. Около 66% от австрийците изповядват католицизъм през 2009 г., докато през 1991 г. процентът е 78%, а през 1961 г. – 89%. Съществува и лутеранско малцинство, към което принадлежат 4% от населението към 2009 г. (6% към 1961 г.). Около 17% са нерелигиозни към 2005 г.
Ислямът в Австрия нараства значително през 1990-те и 2000-те години, от 0,8% през 1971 г. на 6% през 2010 г., изпреварвайки по численост лутеранската общност в страната. Това бързо покачване на мюсюлманите се дължи на голямата имиграция в Австрия от Турция и бивша Югославия.